# Matthias Dannenmayer
Matthias Dannenmayer (* 13. Februar 1744 in Öpfingen; † 8. Juli 1805 in Wien) war katholischer Kirchenhistoriker und Professor in diesem Fach an den Universitäten Freiburg und Wien.

## Jugend und Studium
Nach seiner Schulausbildung in Ehingen studierte Matthias Dannenmayer bei den Jesuiten in Augsburg Philosophie und Moraltheologie, an der Universität Freiburg Dogmatik und kanonisches Recht. Vom Konstanzer Bischof Franz Konrad von Rodt zum Priester geweiht, erwarb er 1771 in Freiburg die theologische Doktorwürde.

## Professor in Freiburg
Ab 1772 war Dannenmayer Dozent für Polemik, doch schon im folgenden Jahr trug er über Kirchengeschichte vor. In den folgenden Jahren verfasste Dannenmayer verschiedene theologische  Schriften, so eine allgemeine Einführung in die Kirchengeschichte: Introductio in historiam ecclesiasticam universalem (1778), eine Geschichte des Streits unter Lutheranern über die Symbolischen Bücher: Historia succincta controversiarum de librorum symbolicorum auctoritate inter Lutheranos agitata (1780) und über die Kirchengeschichte des Neuen Testaments von Christus bis Konstantin dem Großen: Institutiones historiae ecclesiasticae Novi Testamenti: Period. I a Christo usque ad Constantinum Magnum (1783). Das letztgenannte Werk wurde per Dekret der Glaubenskongregation vom 17. Januar 1820 auf den Index gesetzt. Auch schrieb er Beiträge für die von Johann Kaspar Ruef herausgegebene Monatsschrift Der Freymüthige und war Gründungsmitglied der Freiburger Freimaurerloge Zur edlen Aussicht.

## Professor in Wien
Im Jahre 1786 wurde Dannenmayer als Professor für Kirchengeschichte an die Universität Wien berufen. Als Kaiser Joseph II. einen Preis von 100 Dukaten für das beste Lehrbuch der Kirchengeschichte aussetzte, gewann Matthiae Dannenmayr Theolog. Doctoris Et Historiae Ecclesiasticae In Universitate Vindob. Prof. Publ. Ord. mit seiner zweibändigen Kirchengeschichte des Neuen Testaments: Institutiones Historiae Ecclesiasticae Novi Test., Viennae 1788. Joseph schrieb dieses preisgekrönte josephinistisch ausgerichtete Buch, von dem 1828 eine vierbändige deutsche Bearbeitung als Leitfaden der Kirchengeschichte in Rottweil erschien, als Standardlehrbuch für alle theologische Lehranstalten der kaiserlichen Erblande vor. Die Kirche dagegen setzte Dannenmayers Buch auf den Index, zumal der Autor nur Taufe, Eucharistie und Buße als Sakramente gelten ließ und den päpstlichen Primat ablehnte.
Im Jahre 1797 bestellte Kaiser Franz II. Dannenmayer zum kaiserlichen Bücherzensor. 1799 wurde er Kanonikus des Horber Stifts. Er schied 1803 aus dem Lehramt aus, als er zum ersten Kustos der Wiener Universitätsbibliothek ernannt worden war. Dannenmayer starb am 8. Juli 1805.